# Nguyễn Văn Hòa (Trung tướng)
Nguyễn Văn Hòa là một sĩ quan cấp cao trong Quân đội nhân dân Việt Nam, hàm Trung tướng. Ông nguyên là Bí thư Đảng ủy, Chính ủy Trường Sĩ quan Lục quân 2.

## Binh nghiệp
Ông quê ở Hà Tĩnh.
Trước năm 2017, ông là Phó Chính ủy Trường Sĩ quan Lục quân 2, mang hàm Thiếu tướng
Năm 2017, ông được bổ nhiệm giữ chức Chính ủy Trường Sĩ quan Lục quân 2
Năm 2018, ông được thăng quân hàm Trung tướng.
Tháng 3 năm 2020, ông nghỉ hưu.